# Isohypse

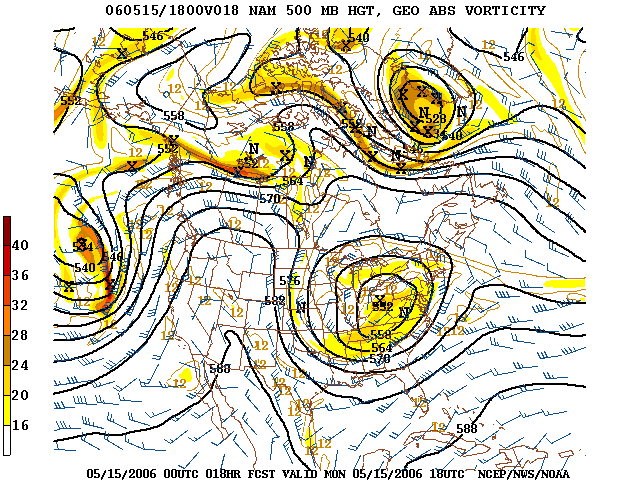
Carte avec contours en noir des isohypses de la hauteur du géopotentiel de la pression de 500 hPa. Cette carte montre les zones de minima et de maxima de la hauteur de cette pression par rapport au niveau de la mer.

Une isohypse est en météorologie une ligne d'égale altitude du géopotentiel sur une surface donnée, généralement une surface isobare, représentée sur une carte météorologique ou un graphique. Il s'agit donc d'une isoplèthe d'élévation exprimée en mètres géopotentiels (le mètre géopotentiel est approximativement égal au mètre). 
Sur les cartes météorologiques, sa valeur est notée en décamètres géopotentiels (exemple : « 540 » indique une altitude d'environ 5 400 mètres). En pointant les contours des isohypses, on obtient une image qui montre comment se distribuent ces hauteurs dans la zone d'intérêt. La surface isohypse qui a une altitude géopotentielle égale à zéro représente la surface de la hauteur moyenne océanique.
Cette notion est utilisée sous d'autres noms en cartographie, en géologie, en océanographie et en hydrologie :
- Courbe de niveau : isoplèthe d'altitude pour trouver la forme que prend le terrain ;
- Isobathe : isoplèthe de profondeur des océans ou d'une strate rocheuse souterraine.